# Melanodolius melanarius
Melanodolius melanarius là một loài tò vò trong họ Ichneumonidae.